# نوفمبر 2009
نوفمبر 2009 هو الشهر الحادي عشر من عام 2009. بدأ الشهر يوم الأحد، وانتهى يوم الاثنين بعد 30 يومًا.

## بوابة:أحداث جارية
| \| 1 نوفمبر 2009 (الأحد) \| عدل \| تاريخ \| راقب \| تصفح \| |     |       |      |      |
| - وزارة الداخلية السعودية تعلن العثور على أسلحة ودوائر إلكترونية تستعمل للتفجير عن بعد تابعة لخلية من مفكري تنظيم القاعدة قد قبض عليهم في الصيف الماضي. (العربية) - السلطة الوطنية الفلسطينية تقول إنه لا أمل حالياً في استئناف مفاوضات السلام مع إسرائيل، ورئيس الوزراء الإسرائيلي يقول إن الفلسطينيين وضعوا شروطاً كثيرة قبيل استئناف المحادثات. (بي بي سي) - المرشح عبد الله عبد الله يقرر عدم المشاركة في الجولة النهائية من الانتخابات الرئاسية الأفغانية وذلك على خلفية عدم تحقيق مطالبه بضمان انتخابات عادلة. (بي بي سي) |     |       |      |      |
| 1 نوفمبر 2009 (الأحد) | عدل | تاريخ | راقب | تصفح |

| 1 نوفمبر 2009 (الأحد) | عدل | تاريخ | راقب | تصفح |

| \| 2 نوفمبر 2009 (الإثنين) \| عدل \| تاريخ \| راقب \| تصفح \| |     |       |      |      |
| - لجنة الانتخابات المستقلة في أفغانستان تعلن فوز الرئيس المنتهيه ولايته حامد كرزاي (في الصورة) بفترة رئاسية ثانية بعد إلغاء جولة الإعادة في الانتخابات الرئاسية بسبب انسحاب منافسه الوحيد عبد الله عبد الله. (العربية) - مجلس الوزراء السعودي يشدد على أن سياسة المملكة لا تسمح لأي جهة كانت بتعكير صفو الحج والعبث بأمن الحجيج ومحاولة شق الصف الإسلامي وتناشد جميع الحجاج البعد عن كل ما يعكر صفو موسم الحج وتدعوهم إلى الاستفادة من وجودهم في الأراضي المقدسة في التقرب إلى الله. (العربية) - مدير الوكالة الدولية للطاقة الذرية محمد البرادعي يطالب إيران بالاستجابة السريعة لاقتراح الوكالة بشأن الوقود النووي الإيراني. (بي بي سي) |     |       |      |      |
| 2 نوفمبر 2009 (الإثنين) | عدل | تاريخ | راقب | تصفح |

| 2 نوفمبر 2009 (الإثنين) | عدل | تاريخ | راقب | تصفح |

| \| 3 نوفمبر 2009 (الثلاثاء) \| عدل \| تاريخ \| راقب \| تصفح \| |     |       |      |      |
| - المجلس الأعلى للاتحاد يعيد انتخاب الشيخ خليفة بن زايد آل نهيان (في الصورة) رئيساً لدولة الإمارات العربية المتحدة لفترة رئاسية جديدة مدتها خمس سنوات. (العربية) - رئيس التشيك فاتسلاف كلاوس يوقع على معاهدة لشبونة بعدما قضت المحكمة الدستورية بأن لا تعارض بينها ودستور البلاد. (بي بي سي) - الزعيم السابق لصرب البوسنة رادوفان كاراديتش يحضر للمرة الأولى أمام المحكمة الدولية لجرائم الحرب منذ بداية المحاكمة قبل نحو اسبوع ويطالب المحكمة بإعطائه الوقت الكافي للاستعداد للمحاكمة. (بي بي سي) |     |       |      |      |
| 3 نوفمبر 2009 (الثلاثاء) | عدل | تاريخ | راقب | تصفح |

| 3 نوفمبر 2009 (الثلاثاء) | عدل | تاريخ | راقب | تصفح |

| \| 4 نوفمبر 2009 (الأربعاء) \| عدل \| تاريخ \| راقب \| تصفح \| |     |       |      |      |
| - البحرية الإسرائيلية تعترض سفينة في البحر الأبيض المتوسط وتدعي العثور فيها على أسلحة وذخائر مخصصة لحزب الله آتية من إيران. (بي بي سي) - صدامات بين الشرطة الإيرانية وأنصار المعارضة استخدمت الشرطة فيها الغاز المسيل للدموع للتفريق. (بي بي سي) - المرشح السابق لانتخابات الرئاسة الأفغانية عبد الله عبد الله يقول أن فوز الرئيس حامد كرزاي بالانتخابات يفتقر للشرعية. (بي بي سي) - كبير المفاوضين الفلسطينيين صائب عريقات يقول أن الفلسطينيين ربما يضطرون إلى التخلي عن هدف إقامة دولة مستقلة إذا واصلت إسرائيل التوسع في المستوطنات اليهودية ولم توقفها الولايات المتحدة. (رويترز) - الحوثيون يقتلون ضابط أمن سعوديًا عبر الحدود ويطالبون السعودية بالبقاء بعيدةً عن الصراع الدائر في اليمن. (رويترز) |     |       |      |      |
| 4 نوفمبر 2009 (الأربعاء) | عدل | تاريخ | راقب | تصفح |

| 4 نوفمبر 2009 (الأربعاء) | عدل | تاريخ | راقب | تصفح |

| \| 5 نوفمبر 2009 (الخميس) \| عدل \| تاريخ \| راقب \| تصفح \| |     |       |      |      |
| - الجمعية العامة للأمم المتحدة تقر بأغلبية كبيرة مشروع قرار تقدمت به الكتلة العربية لمطالبة إسرائيل والفلسطينيين بفتح تحقيقات ذات مصداقية في الاتهامات التي حملها تقرير غولدستون حول ارتكاب جرائم حرب خلال الحرب في غزة. (بي بي سي) - رئيس السلطة الوطنية الفلسطينية محمود عباس (في الصورة) يعلن رسميًا قراره عدم الترشح لولاية ثانية في الانتخابات التي دعا لإجرائها في 24 يناير المقبل. (بي بي سي) - الأمم المتحدة تقرر إجلاء 600 من موظفيها الدوليين غير الضروريين من أفغانستان بشكل مؤقت وذلك من أجل أن تتمكن من تعزيز إجراءات الأمن في مقراتها. (بي بي سي) - رئيس مجلس النواب اللبناني نبيه بري يهدد بالاعتصام داخل مقر البرلمان إذا لم يتم التوصل إلى تأليف الحكومة بعد مضي أكثر من أربعة أشهر على تكليف زعيم الأكثرية النيابية سعد الدين الحريري بتأليفها. (الجزيرة) |     |       |      |      |
| 5 نوفمبر 2009 (الخميس) | عدل | تاريخ | راقب | تصفح |

| 5 نوفمبر 2009 (الخميس) | عدل | تاريخ | راقب | تصفح |

| \| 6 نوفمبر 2009 (الجمعة) \| عدل \| تاريخ \| راقب \| تصفح \| |     |       |      |      |
| - الحوثيون يعلنون إنهم صدوا هجوم بري سعودي في جبل دخان على الحدود بين السعودية واليمن وفي بعض المناطق الأخرى وإنهم أسروا جنود وذلك بعد يومين من الغارات الجوية السعودية على المنطقة نفسها. (الجزيرة) - رئيس هندوراس المخلوع مانويل زيلايا يعلن فشل اتفاق حل الأزمة السياسية في البلاد ويضع اللائمة في ذلك على حاكمها الفعلي روبرتو ميشيليتي. (الجزيرة) - رئيس وزراء زيمبابوي مورغان تسفانغيراي (في الصورة) يمنح حزب الجبهة الوطنية الذي يقوده الرئيس روبرت موجابي مهلة 30 يوم لتنفيذ إلتزاماته بموجب اتفاق تقاسم السلطة. (الجزيرة) |     |       |      |      |
| 6 نوفمبر 2009 (الجمعة) | عدل | تاريخ | راقب | تصفح |

| 6 نوفمبر 2009 (الجمعة) | عدل | تاريخ | راقب | تصفح |

| \| 7 نوفمبر 2009 (السبت) \| عدل \| تاريخ \| راقب \| تصفح \| |     |       |      |      |
| - الجيش السعودي يوسع مسرح عملياته على الحدود مع اليمن ويفرض سيطرته على كافة الشريط الحدودي وذلك لإغلاق المنافذ على الحوثيين. (العربية) - مجلس النواب العراقي يفشل للمرة الحادية عشر على التوالي بالتصويت على قانون الانتخابات الجديد الذي يعرقل تمريره قضية كركوك. (العربية) - الرئيس الإسرائيلي شمعون بيريز (في الصورة) يدعو أثناء مشاركته بإحياء ذكرى اغتيال رئيس الوزراء السابق إسحق رابين نظيره الفلسطيني محمود عباس إلى البقاء في السلطة. (العربية) |     |       |      |      |
| 7 نوفمبر 2009 (السبت) | عدل | تاريخ | راقب | تصفح |

| 7 نوفمبر 2009 (السبت) | عدل | تاريخ | راقب | تصفح |

| \| 8 نوفمبر 2009 (الأحد) \| عدل \| تاريخ \| راقب \| تصفح \| |     |       |      |      |
| - مجلس النواب العراقي يصوت بعد مشاورات مكثفة وضغوط كبيرة من جانب الأمم المتحدة والمراجع الدينية والولايات المتحدة على قانون الانتخابات ويتجاوز عقبة الانتخابات في كركوك. (بي بي سي) - الرئيس الأمريكي باراك أوباما يصف موافقة البرلمان العراقي على قانون الانتخابات بأنه سيسمح للانتخابات بالمضي قدماً أوائل العام القادم وستمهد الطريق لانسحاب القوات الأمريكية. (رويترز) - السعودية تقول إنها استعادت السيطرة على أراض سيطر عليها الحوثيون في تسلل عبر الحدود الأسبوع الماضي، والحوثيون ينفون. (رويترز) |     |       |      |      |
| 8 نوفمبر 2009 (الأحد) | عدل | تاريخ | راقب | تصفح |

| 8 نوفمبر 2009 (الأحد) | عدل | تاريخ | راقب | تصفح |

| \| 9 نوفمبر 2009 (الإثنين) \| عدل \| تاريخ \| راقب \| تصفح \| |     |       |      |      |
| - رئيس الوزراء اللبناني المكلف سعد الدين الحريري (في الصورة) يعلن تشكيل الحكومة اللبنانية الجديدة المؤلفة من ثلاثين وزيرًا وذلك بعد خلافات ومفاوضات شاقة استمرت أشهرًا بين الأكثرية النيابية والمعارضة. (بي بي سي) - الآلاف يحتشدون في الشوارع المؤدية إلى بوابة براندنبورغ النقطة الرئيسية في جدار برلين السابق احتفالاً بالذكرى العشرين لسقوطه. (بي بي سي) - جماعة الحوثيين المتمردة في شمال اليمن تتهم الجيش السعودي بقصف مواقعهم داخل الأراضي اليمنية بقنابل الفسفور الأبيض. (الجزيرة) |     |       |      |      |
| 9 نوفمبر 2009 (الإثنين) | عدل | تاريخ | راقب | تصفح |

| 9 نوفمبر 2009 (الإثنين) | عدل | تاريخ | راقب | تصفح |

| \| 10 نوفمبر 2009 (الثلاثاء) \| عدل \| تاريخ \| راقب \| تصفح \| |     |       |      |      |
| - وزير الخارجية الإيراني منوشهر متكي (في الصورة) يحذر الدول المجاورة لليمن من التدخل في شؤونه الداخلية وذلك في إشارة إلى السعودية وحربها مع المتمردين الحوثيين. (الجزيرة) - رئيس الوزراء الإسرائيلي يختتم زيارته إلى الولايات المتحدة والتي التقى خلالها بالرئيس الأمريكي باراك أوباما ويعرب عن تفاؤله بأن المباحثات التي أجراها ستعود بالفائدة على أمن إسرائيل وجهود تحقيق السلام. (الجزيرة) - حركة فتح تتهم حركة حماس باحتجاز العشرات من أعضائها في قطاع غزة لمنعهم من إحياء الذكرى الخامسة لوفاة ياسر عرفات. (رويترز) |     |       |      |      |
| 10 نوفمبر 2009 (الثلاثاء) | عدل | تاريخ | راقب | تصفح |

| 10 نوفمبر 2009 (الثلاثاء) | عدل | تاريخ | راقب | تصفح |

| \| 11 نوفمبر 2009 (الأربعاء) \| عدل \| تاريخ \| راقب \| تصفح \| |     |       |      |      |
| - اليمن يرفض التدخل الإيراني في شؤونه الداخلية وذلك مع استمرار الحرب مع الحوثيين في صعدة. (الجزيرة) - الرئيس السوري بشار الأسد (في الصورة) يقول أن بلاده لا تضع أية شروط لتحقيق السلام مع إسرائيل لكنها تمتلك حقوقًا يجب أن تستعيدها ولن تتنازل عنها. (الجزيرة) - رئيس المجلس التشريعي الفلسطيني عزيز الدويك يعلن أن حركة حماس ستوقع في نهاية هذا الشهر على ورقة المصالحة الفلسطينية التي اقترحتها مصر وذلك بعد حصول الحركة على ضمانات مصرية. (الجزيرة) |     |       |      |      |
| 11 نوفمبر 2009 (الأربعاء) | عدل | تاريخ | راقب | تصفح |

| 11 نوفمبر 2009 (الأربعاء) | عدل | تاريخ | راقب | تصفح |

| \| 12 نوفمبر 2009 (الخميس) \| عدل \| تاريخ \| راقب \| تصفح \| |     |       |      |      |
| - الرئيس اللبناني ميشال سليمان (في الصورة) يجري محادثات في سوريا مع الرئيس السوري بشار الأسد أعربا خلالها عن ارتياحهما لتطور العلاقات بين بلديهما، ومعلومات عن زيارة لرئيس الوزراء اللبناني سعد الدين الحريري بعد أخذ الثقة من البرلمان. (العربية) - لجنة الانتخابات المركزية في فلسطين تدعو إلى تأجيل الانتخابات التي دعا رئيس السلطة الوطنية محمود عباس إلى إجرائها في 24 يناير وذلك بسبب استحالة إجرائها في قطاع غزة الذي تسيطر عليه حركة حماس.-(سي إن إن) |     |       |      |      |
| 12 نوفمبر 2009 (الخميس) | عدل | تاريخ | راقب | تصفح |

| 12 نوفمبر 2009 (الخميس) | عدل | تاريخ | راقب | تصفح |

| \| 13 نوفمبر 2009 (الجمعة) \| عدل \| تاريخ \| راقب \| تصفح \| |     |       |      |      |
| - الرئيس السوري بشار الأسد يدعو فرنسا للعب دور أكبر في جهود السلام في الشرق الأوسط ويقول إن هذه القضية ستكون محور التركيز في المحادثات التي سيجريها مع نظيره الفرنسي نيكولا ساركوزي في باريس. (بي بي سي) - وزير العدل الأميركي إيريك هولدر يعلن إن المتهمين بالتدبير لهجمات الحادي عشر من سبتمبر سيحاكمون في محكمة فدرالية وإنه سيطالب بأقصى عقوبة بحقهم وهي الإعدام. (الجزيرة) |     |       |      |      |
| 13 نوفمبر 2009 (الجمعة) | عدل | تاريخ | راقب | تصفح |

| 13 نوفمبر 2009 (الجمعة) | عدل | تاريخ | راقب | تصفح |

| \| 14 نوفمبر 2009 (السبت) \| عدل \| تاريخ \| راقب \| تصفح \| |     |       |      |      |
| - نائب رئيس الجمهورية العراقي طارق الهاشمي يقول إنه يسعى إلى إيجاد مخرج قانوني لقانون الانتخابات يهدف إلى زيادة الحصة الممنوحة للمصوتين العراقيين المهجرين خارج البلاد وبما لا يؤثر على موعد إجراء الانتخابات البرلمانية. (رويترز) - رئيس أركان الجيش الإسرائيلي الجنرال غابي أشكنازي يقول إن حركة حماس علقت إطلاق الصواريخ على إسرائيل ومنعت الفصائل الأخرى من إطلاقها منذ انتهاء الحرب الإسرائيلية على غزة مطلع العام الجاري. (الجزيرة) - منتخب البحرين يفقد فرصة التأهل إلى نهائيات كأس العالم 2010 في جنوب إفريقيا بعد خسارته أمام منتخب نيوزلندا في مباراتهما الفاصلة في دور إياب ملحق آسيا - أوقيانوسيا (الجزيرة) - منتخب مصر يفوز على منتخب الجزائر بهدفين بدون مقابل في المباراة المؤهلة إلى نهائيات كأس العالم 2010 مما يعني إقامة مباراة فاصلة في الخرطوم في 18 نوفمبر. (بي بي سي) |     |       |      |      |
| 14 نوفمبر 2009 (السبت) | عدل | تاريخ | راقب | تصفح |

| 14 نوفمبر 2009 (السبت) | عدل | تاريخ | راقب | تصفح |

| \| 15 نوفمبر 2009 (الأحد) \| عدل \| تاريخ \| راقب \| تصفح \| |     |       |      |      |
| - الرئيسان الأمريكي باراك أوباما والروسي ديمتري ميدفيديف يحذران إيران من عقوبات جديدة إذا لم تعمل على تبديد المخاوف التي تحيط ببرنامجها النووي. (بي بي سي) - رئيس الوزراء الفلسطيني سلام فياض (في الصورة) يدعو مجلس الأمن إلى إصدار قرار واضح وملزم يعترف بدولة فلسطينية مستقلة تكون عاصمتها القدس الشرقية على حدود الرابع من يونيو/ حزيران 1967. (بي بي سي) - رئيس مجلس الشورى الإيراني علي لاريجاني يهاجم العمليات العسكرية السعودية ضد الحوثيين داخل الأراضي اليمنية ويصفها بالعدوان المدعوم من الولايات المتحدة. (بي بي سي) |     |       |      |      |
| 15 نوفمبر 2009 (الأحد) | عدل | تاريخ | راقب | تصفح |

| 15 نوفمبر 2009 (الأحد) | عدل | تاريخ | راقب | تصفح |

| \| 16 نوفمبر 2009 (الإثنين) \| عدل \| تاريخ \| راقب \| تصفح \| |     |       |      |      |
| - أمين عام الأمم المتحدة بان كي مون (في الصورة) في كلمته أمام قمة روما للأمن الغذائي يدعو قادة العالم إلى إجراء تغييرات مهمة من أجل الحيلولة دون تزايد حالات الجوع في العالم وإلى زيادة إنتاج الغذاء في العالم. (بي بي سي) - وزير البيئة الإسرائيلي جيلاد إردان يقول إن إسرائيل قد تضم مستوطنات في الضفة الغربية إلى أراضيها في حال إعلان السلطة الوطنية الفلسطينية قيام الدولة الفلسطينية دون التوصل إلى اتفاق مسبق مع الحكومة الإسرائيلية. (بي بي سي) - الوكالة الدولية للطاقة الذرية تطالب إيران بمزيد من التوضيحات حول طبيعة الموقع الثاني لتخصيب اليورانيوم قرب مدينة قم الإيرانية والهدف منه. (بي بي سي) - ملك السعودية عبد الله بن عبد العزيز يقول في جلسة مجلس الوزراء إنه تم تطهير أراضي المملكة من المتسللين الحوثيين. (العربية) |     |       |      |      |
| 16 نوفمبر 2009 (الإثنين) | عدل | تاريخ | راقب | تصفح |

| 16 نوفمبر 2009 (الإثنين) | عدل | تاريخ | راقب | تصفح |

| \| 17 نوفمبر 2009 (الثلاثاء) \| عدل \| تاريخ \| راقب \| تصفح \| |     |       |      |      |
| - رئيس السلطة الوطنية الفلسطينية محمود عباس يقول إن طريق المفاوضات المسدود مع إسرائيل لم يترك أمامه خيارا سوى التقدم لمجلس الأمن بطلب الاعتراف بالدولة الفلسطينية المستقلة، ويؤكد أن هذا الطلب تدعمه الدول العربية وليس قرار فردي. (الجزيرة) - مسئولون في منظمة التحرير الفلسطينية يقولون إن المجلس المركزي للمنظمة سيمدد فترة ولاية الرئيس الفلسطيني محمود عباس عندما يجتمع في ديسمبر / كانون الأول على الرغم من إعلانه عن عدم إنه لا يريد الترشح لولاية ثانية. (رويترز) - رئيس إقليم كردستان العراق مسعود برزاني يهدد بمقاطعة الانتخابات المقبلة في حال عدم إعادة النظر في توزيع المقاعد النيابية على المحافظات الكردية. (العربية) - بابا الإسكندرية وبطريرك الكرازة المرقسية شنودة الثالث (في الصورة) ينفي وجود خلافات داخل الكنيسة بشأن خليفته بعد أن تناقلت وسائل إعلام أنباء عن انقسامات جاءت إثر تساؤلات حول وضعه الصحي.-(سي إن إن) |     |       |      |      |
| 17 نوفمبر 2009 (الثلاثاء) | عدل | تاريخ | راقب | تصفح |

| 17 نوفمبر 2009 (الثلاثاء) | عدل | تاريخ | راقب | تصفح |

| \| 18 نوفمبر 2009 (الأربعاء) \| عدل \| تاريخ \| راقب \| تصفح \| |     |       |      |      |
| - الرئيس الأمريكي باراك أوباما يحذر إسرائيل من أن موافقتها على بناء وحدات سكنية جديدة في مستوطنة يهودية قد تؤدي إلى موقف خطير جدا وذلك بإثارة حفيظة الفلسطينيين والإضرار باحتمالات السلام. (رويترز) - وزير الخارجية الإيراني منوشهر متكي يقول إن بلاده ترفض إرسال اليورانيوم المنخفض التخصيب إلى الخارج لكنها ستدرس إمكانية الحصول على الوقود النووي مقابل مقايضة اليورانيوم الموجود لديها. (بي بي سي) - وزير الخارجية الفرنسي برنار كوشنير (في الصورة) يقول بعد لقائه برئيس السلطة الوطنية الفلسطينية محمود عباس إنه شخص لا يمكن الاستغناء عنه في عملية السلام بالشرق الأوسط ويدعوه إلى إعاده النظر في قراره بالتنحي عن السلطة وعدم خوض الانتخابات المقبلة. (بي بي سي) - منتخب الجزائر يتأهل إلى نهائيات كأس العالم 2010 والتي ستقام في جنوب أفريقيا بعد تغلبه بهدف دون مقابل على منتخب مصر في المباراة الفاصلة التي أجريت في السودان. (بي بي سي) |     |       |      |      |
| 18 نوفمبر 2009 (الأربعاء) | عدل | تاريخ | راقب | تصفح |

| 18 نوفمبر 2009 (الأربعاء) | عدل | تاريخ | راقب | تصفح |

| \| 19 نوفمبر 2009 (الخميس) \| عدل \| تاريخ \| راقب \| تصفح \| |     |       |      |      |
| - الرئيس الأمريكي باراك أوباما يقول أن الولايات المتحدة تبحث مع شركائها حزمة من الإجراءات التي قد يتخذونها للرد على رفض إيران لصفقة تخصيب اليورانيوم. (بي بي سي) - الرئيس الأفغاني حامد كرزاي يؤدي اليمين الدستورية لولاية رئاسية ثانية في أعقاب الانتخابات التي رافقتها اتهامات بالفساد، ويعد في كلمته بمكافحة الفساد. (بي بي سي) - تفجير انتحاري عند بوابة مجمع المحاكم في مدينة بيشاور الباكستانية يؤدي إلى مقتل 19 شخصاً على الأقل، وإصابة أكثر من 50 آخرين.-(سي إن إن) - السلطات المصرية تعلن غرق سفينة سياحية في البحر الأحمر قبالة سواحل مدينة شرم الشيخ في جنوب سيناء، وتشير إلى أنه تم إنقاذ عدد من السائحين فيما تواصل فرق الإنقاذ البحث عن عدد من المفقودين.-(سي إن إن) - مصر تستدعي سفيرها في الجزائر للتشاور بعد ورود معلومات عن اعتداءات تعرض لها مشجعون مصريون من جزائريين في الخرطوم، والسودان يستدعي السفير المصري لديه للتعبير عن غضبه على ما وصفه نشر وسائل إعلام مصرية أنباءً خاطئة حول الاشتباكات التي حصلت بعد المباراة. (العربية) |     |       |      |      |
| 19 نوفمبر 2009 (الخميس) | عدل | تاريخ | راقب | تصفح |

| 19 نوفمبر 2009 (الخميس) | عدل | تاريخ | راقب | تصفح |

| \| 20 نوفمبر 2009 (الجمعة) \| عدل \| تاريخ \| راقب \| تصفح \| |     |       |      |      |
| - منظمة العفو الدولية تدعو الحكومة الدنماركية إلى اعتقال الرئيس السوداني عمر البشير المطلوب من قبل المحكمة الجنائية الدولية بتهم ارتكاب جرائم حرب وجرائم ضد الإنسانية في دارفور إذا شارك في مؤتمر كوبنهاغن بشأن التغير المناخي في ديسمبر المقبل. (الجزيرة) - وزارة الداخلية المصرية تعلن أن مئات المتظاهرين الغاضبين بسبب إعتداء الجمهور الجزائري على نظيره المصري يوم الأربعاء الماضي في السودان حاولوا اقتحام مقر السفارة الجزائرية في القاهرة فجر اليوم وأن قوات الأمن تصدت للمتظاهرين، وأسفرت المحاولة عن إصابة 35 شخصًا بينهم 11 ضابطًا وتهشم 15 سيارة وواجهات أربعة محلات ومحطة وقود. (بي بي سي) |     |       |      |      |
| 20 نوفمبر 2009 (الجمعة) | عدل | تاريخ | راقب | تصفح |

| 20 نوفمبر 2009 (الجمعة) | عدل | تاريخ | راقب | تصفح |

| \| 21 نوفمبر 2009 (السبت) \| عدل \| تاريخ \| راقب \| تصفح \| |     |       |      |      |
| - الرئيس المصري محمد حسني مبارك يعرب خلال كلمته في افتتاح الدورة البرلمانية الجديدة لمجلسي الشعب والشورى عن أسفه لتدهور الوضع العربي الراهن ويحذر من تدخل إيران في الشأن العربي، ويشدد على تصدي مصر لزعزعة الاستقرار في المنطقة حماية لأمن مصر القومي المتصل بأمن الخليج. (الجزيرة) - رئيس الوزراء الكويتي الشيخ ناصر المحمد يزور إيران، والبلدان يتعهدان بتعزيز العلاقات بينهما في شتى المجالات. (الجزيرة) - وزير الخارجية البريطاني ديفيد ميلباند (في الصورة) يقول إن الحكومة الأفغانية ستنهار في غضون أسابيع إذا إنسحبت حلف شمال الأطلسي منها الآن. (بي بي سي) |     |       |      |      |
| 21 نوفمبر 2009 (السبت) | عدل | تاريخ | راقب | تصفح |

| 21 نوفمبر 2009 (السبت) | عدل | تاريخ | راقب | تصفح |

| \| 22 نوفمبر 2009 (الأحد) \| عدل \| تاريخ \| راقب \| تصفح \| |     |       |      |      |
| - الرئيس المصري محمد حسني مبارك يقول إنه أبلغ نظيره الإسرائيلي شمعون بيريز أثناء مباحثاتهما في القاهرة أن القدس ليست مشكلة فلسطينية وإنما تهم كل مسلم في العالم، وذلك تعليقا على تصريحات لبيريز اعتبر فيها القدس ضمن السيادة الإسرائيلية وأن تغير وضعها يجب أن يتم عبر المفاوضات. (الجزيرة) - المرشد الأعلى للثورة الإسلامية الإيرانية علي خامنئي (في الصورة) يقول لدى استقباله رئيس الوزراء الكويتي الشيخ ناصر المحمد الصباح إن على الدول الإسلامية وخاصة دول منطقة الخليج تطوير التعاون والعلاقات فيما بينها أكثر. (الجزيرة) - وزير الداخلية السعودي الأمير نايف بن عبد العزيز يعلن أن المملكة لن تسمح لأي جهة بالعبث بأمن الحج وإنه يرجو أن لا يتم استخدام القوة لحفظ الأمن. (العربية) |     |       |      |      |
| 22 نوفمبر 2009 (الأحد) | عدل | تاريخ | راقب | تصفح |

| 22 نوفمبر 2009 (الأحد) | عدل | تاريخ | راقب | تصفح |

| \| 23 نوفمبر 2009 (الإثنين) \| عدل \| تاريخ \| راقب \| تصفح \| |     |       |      |      |
| - مجلس النواب العراقي يقر بأغلبية أعضائه نسخة معدلة من قانون الانتخابات الذي كان قد نقضه في الأسبوع الماضي نائب رئيس الجمهورية طارق الهاشمي. (بي بي سي) - كتائب عز الدين القسام تنفي التوصل إلى أي اتفاق لوقف الصواريخ مع الفصائل الفلسطينية وذلك بعد أن نفت حركة الجهاد الإسلامي والجبهتان الشعبية والديمقراطية أن تكون طرفا في مثل هذا الاتفاق الذي أعلنت عن التوصل إليه كتائب القسام في وقت سابق. (الجزيرة) - ملك الأردن عبد الله الثاني بن الحسين (في الصورة) يحل مجلس النواب إعتباراً من يوم 24 نوفمبر ويدعو لإجراء انتخابات جديدة. (رويترز) |     |       |      |      |
| 23 نوفمبر 2009 (الإثنين) | عدل | تاريخ | راقب | تصفح |

| 23 نوفمبر 2009 (الإثنين) | عدل | تاريخ | راقب | تصفح |

| \| 24 نوفمبر 2009 (الثلاثاء) \| عدل \| تاريخ \| راقب \| تصفح \| |     |       |      |      |
| - ليبيا تعلن قبول العقيد معمر القذافي (في الصورة) طلب جامعة الدول العربية للتدخل لتهدئه التوترات بين مصر والجزائر والتي نشأت بسبب مباراة في كرة القدم. (العربية) - إيران تطالب بضمانات مقابل قبولها تخصيب وقودها النووي في الخارج وذلك بعد يوم من تحذيرها من احتمال لجوئها لتخصيب اليورانيوم بنفسها في حال فشل المقترح النووي مع الغرب. (الجزيرة) - نائب رئيس جمهورية العراق طارق الهاشمي يلمح إلى احتمال نقضه التعديل الجديد لقانون الانتخابات الذي مرره مجلس النواب مجدداً ويعتبره غير دستوري ومجحف ويتناقض مع الأعراف والتقاليد التي إعتمدها البرلمان في تعامله مع تشريعات وطنية حساسة. (الجزيرة) - ملك الأردن عبد الله الثاني بن الحسين يدعو الحكومة إلى البدء في صياغة قانون انتخابات حديث يدفع الديمقراطية إلى الأمام وذلك بعد يوم من إعلانه حل البرلمان والدعوة لانتخابات جديدة. (رويترز) |     |       |      |      |
| 24 نوفمبر 2009 (الثلاثاء) | عدل | تاريخ | راقب | تصفح |

| 24 نوفمبر 2009 (الثلاثاء) | عدل | تاريخ | راقب | تصفح |

| \| 25 نوفمبر 2009 (الأربعاء) \| عدل \| تاريخ \| راقب \| تصفح \| |     |       |      |      |
| - رئيس الوزراء الإسرائيلي بنيامين نتنياهو يعلن تجميد الاستيطان جزئياً ولفترة محدودة حددها بعشرة أشهر في الضفة الغربية مع استثناء مدينة القدس التي اعتبرها عاصمة إسرائيل الأبدية. (الجزيرة) - الحجاج يبدأون أول مناسك الحج لهذا العام بتوجههم إلى منطقة منى التي يقضون فيها يوم الثامن من ذي الحجة المعروف باسم يوم التروية قبل أن يتوجهوا فجر الغد إلى عرفة لأداء الركن الأساسي من الحج. (الجزيرة) |     |       |      |      |
| 25 نوفمبر 2009 (الأربعاء) | عدل | تاريخ | راقب | تصفح |

| 25 نوفمبر 2009 (الأربعاء) | عدل | تاريخ | راقب | تصفح |

| \| 26 نوفمبر 2009 (الخميس) \| عدل \| تاريخ \| راقب \| تصفح \| |     |       |      |      |
| - أمين سر اللجنة التنفيذية في منظمة التحرير الفلسطينية ياسر عبد ربه يقول إن السلطة الوطنية الفلسطينية ترفض العرض الإسرائيلي الذي أعلنه رئيس الوزراء بنيامين نتنياهو القاضي بتعليق الاستيطان في الضفة الغربية لمدة عشرة أشهر مع استمراره في القدس الشرقية ويعتبره لا يتضمن جديد ويصفه بأنه محاولة للإلتفاف على الموقف الدولي الرافض للاستيطان. (العربية) - الوكالة الدولية للطاقة الذرية تبدأ اجتماعاً يستمر يومين لبحث قرار يندد بمماطلة إيران فيما يتعلق بصفقة تخصيب اليورانيوم خارج أراضيها، وإيران تهدد بخفض مستوى تعاونها مع الوكالة إلى الحد الأدنى في حال صدور القرار. (الجزيرة) - الحجاج يفيضون بعد مغيب الشمس إلى مزدلفة بعد أن قضوا نهارهم على صعيد عرفات وأدوا الركن الأعظم للحج، ويبيت الحجاج ليلتهم في مزدلفة قبل أن يتوجهوا إلى منى لرمي جمرة العقبة في أول أيام عيد الأضحى. (الجزيرة) |     |       |      |      |
| 26 نوفمبر 2009 (الخميس) | عدل | تاريخ | راقب | تصفح |

| 26 نوفمبر 2009 (الخميس) | عدل | تاريخ | راقب | تصفح |

| \| 27 نوفمبر 2009 (الجمعة) \| عدل \| تاريخ \| راقب \| تصفح \| |     |       |      |      |
| - الحجاج يتوافدون إلى منى لرمي جمرة العقبة الكبرى في أول أيام عيد الأضحى وذلك غداة ادائهم الركن الأعظم من مناسك الحج بالوقوف على صعيد عرفات. - 2009 - أول يوم من عيد الأضحى لعام 1430 هجري. - مجلس محافظي الوكالة الدولية للطاقة الذرية يصوت بأغلبية كبيرة على قرار يوبخ إيران لبناء موقع لتخصيب اليورانيوم في السر، وإيران ترفض القرار وتصفه بأنه تخويف من شأنه أن يسمم مفاوضاتها مع القوى العالمية. (رويترز) - وزارة الخارجية الأمريكية تقول إن السودان قد لا يكون قادرًا على إجراء انتخابات تتسم بالمصداقية خلال الشهور القادمة لأن الحزب الحاكم والمعارضة لا يستطيعان الاتفاق على القواعد الإساسية للانتخابات. (رويترز) |     |       |      |      |
| 27 نوفمبر 2009 (الجمعة) | عدل | تاريخ | راقب | تصفح |

| 27 نوفمبر 2009 (الجمعة) | عدل | تاريخ | راقب | تصفح |

| \| 28 نوفمبر 2009 (السبت) \| عدل \| تاريخ \| راقب \| تصفح \| |     |       |      |      |
| - خروج ثلاث عربات قطار في موسكو عن مساره وذلك أثناء رحله بين موسكو وسانت بطرسبرغ يؤدي إلى مقتل 26 شخص على الأقل وجرح نحو 100 آخرين، والاستخبارات الروسية تقول إن خروج القطار عن مساره كان ناتجًا عن انفجار قنبلة. (بي بي سي) - إيران تقول إنها قد تقلص تعاونها مع الوكالة الدولية للطاقة الذرية إلى الحد الأدنى المفروض في معاهدة حظر الإنتشار النووي. (بي بي سي) - رئيس فنزويلا هوغو شافيز (في الصورة) يعلن عن نية بلاده فتح سفارة لها في الأراضي الفلسطينية ورفع درجة التمثيل الدبلوماسي إلى مستوى السفراء وذلك لدعم كفاح الفلسطينيين ضد إسرائيل.-(سي إن إن) |     |       |      |      |
| 28 نوفمبر 2009 (السبت) | عدل | تاريخ | راقب | تصفح |

| 28 نوفمبر 2009 (السبت) | عدل | تاريخ | راقب | تصفح |

| \| 29 نوفمبر 2009 (الأحد) \| عدل \| تاريخ \| راقب \| تصفح \| |     |       |      |      |
| - رئيس وزراء إسرائيل بنيامين نتنياهو (في الصورة) يشكك في التزام الرئيس الفلسطيني محمود عباس بالسلام، ويرى بأن موقف السلطة الفلسطينية من المفاوضات غير واضح. (رويترز) - الناخبون في سويسرا يؤيدون في استفتاء حظر بناء أية مآذن جديدة وشكلت هذه النتيجة مفاجأةً قد تحرجها وتضر بالسياحة والصادرات السويسرية. (رويترز) |     |       |      |      |
| 29 نوفمبر 2009 (الأحد) | عدل | تاريخ | راقب | تصفح |

| 29 نوفمبر 2009 (الأحد) | عدل | تاريخ | راقب | تصفح |

| \| 30 نوفمبر 2009 (الإثنين) \| عدل \| تاريخ \| راقب \| تصفح \| |     |       |      |      |
| - حزب الله اللبناني يعلن وثيقته السياسية الجديدة التي خفف فيها من خطابه الإسلامي مع إصراره على انتهاج خط صارم ضد إسرائيل والولايات المتحدة وعدم ذكر الجمهورية الإسلامية في لبنان مما يؤكد حدوث تغيير في تفكير الحزب بشأن الحاجة إلى احترام التعددية والتنوع في لبنان. (رويترز) - وزارة الخارجية البريطانية تعلن اعتقال إيران لخمسة بريطانيين كانوا على متن يخت مخصص لسباقات السرعة في الخليج ونقلتهم إلى داخل أراضيها.-(سي إن إن) - الفاتيكان يؤيد إعلان الأساقفة السويسريين الذين اعتبروا تصويت مواطنيهم لصالح حظر بناء المآذن في بلادهم ضربة قاسية لحرية المعتقد. (بي بي سي) |     |       |      |      |
| 30 نوفمبر 2009 (الإثنين) | عدل | تاريخ | راقب | تصفح |

| 30 نوفمبر 2009 (الإثنين) | عدل | تاريخ | راقب | تصفح |